# Kembangsawit
Kembangsawit is een bestuurslaag in het regentschap Kebumen van de provincie Midden-Java, Indonesië. Kembangsawit telt 1566 inwoners (volkstelling 2010).